# Варко, Ян Август
Ян А́вгуст Ва́рко (в.-луж. Jan Awgust Warko, 26 июля 1821 года, Бела-Вода, Лужица, Германия — 27 июля 1862 года, Яблоньц, Германия) — лютеранский священник, верхнелужицкий переводчик и писатель. Старший брат лужицкого писателя Корлы Гендриха Варко.

## Биография
Родился 26 июля 1821 года в серболужицкой семье учителя Яна Варко в деревне Бела-Вода. Окончил городскую школу в Мужакове. С 1836 года по 1840 год обучался в гимназии в Гёрлице. С 1843 года изучал теологию в Бреслау. Будучи студентом в Бреслау был членом серболужицкого научного общества «Академическое братство лужицкой истории и языка» (Akademiske towarstwо za łužiske stawizny a rěče). В 1850 году вступил в серболужицкое культурно-просветительское общество «Матица сербская».
С 1843 года по 1854 год был учителем в Силезии. В сотрудничестве с Яном Смолером перевёл с чешского языка поэтический сборник «Ohlas písní ruských», который был издан в 1846 году в Праге под наименованием «Wothłós pěsni ruskich». Публиковал свои произведения в серболужицкой газете «Serbske Nowiny».
С 1854 года служил викарием в лютеранском приходе в Яблоньце, в 1855 году был назначен настоятелем в этом же приходе. Скончался 27 июля 1862 года в Яблоньце.